# Variação genética humana
Variação genética humana são as diferenças genéticas entre populações. Pode haver múltiplas variantes de qualquer gene na população humana (alelos), uma situação chamada  polimorfismo.
Dois humanos não são geneticamente idênticos; até gêmeos monozigóticos (que se desenvolvem a partir de um mesmo zigoto) apresentam diferenças genéticas pouco frequentes devido a mutações que ocorrem durante o desenvolvimento e a variação do número de cópias do gene. As diferenças entre indivíduos, mesmo indivíduos intimamente relacionados, são a chave para técnicas como a impressão genética. A partir de 2017, há um total de 324 milhões de variantes conhecidas do genoma humano sequenciado.
A partir de 2015, a diferença típica entre os genomas de dois indivíduos foi estimada em 20 milhões de pares de bases (ou 0,6% do total de 3,2 bilhões de pares de bases).
O estudo da variação genética humana tem significado evolutivo e aplicações médicas; porque pode ajudar os cientistas a entender as migrações da população humana antiga e como os grupos humanos estão biologicamente relacionados entre si; na medicina, o estudo da variação genética humana pode ser importante porque alguns alelos causadores de doenças ocorrem com mais frequência em pessoas de regiões geográficas específicas; as novas descobertas mostram que cada humano tem em média 60 novas mutações em comparação com seus pais.

## Causas da variação
Um número pequeno, mas significativo, de genes parece ter sido submetido a uma seleção natural recente, e essas pressões seletivas são algumas vezes específicas para uma região.